# Pugh Island
Pugh Island är en ö i Kanada.   Den ligger i territoriet Nunavut, i den östra delen av landet, 2 000 km norr om huvudstaden Ottawa. Arean är 26,5 kvadratkilometer.
Terrängen på Pugh Island är lite kuperad. Öns högsta punkt är 260 meter över havet. Den sträcker sig 11,1 kilometer i nord-sydlig riktning, och 9,1 kilometer i öst-västlig riktning.
Trakten runt Pugh Island är nära nog obefolkad, med mindre än två invånare per kvadratkilometer.